# Liz Damman
Liz Damman (eigentlich Elizabeth Damman; * 20. April 1953) ist eine ehemalige kanadische Hürdenläuferin und Sprinterin.
1970 wurde sie bei den British Commonwealth Games in Edinburgh Achte über 100 m Hürden. Vier Jahre später wurde sie bei den British Commonwealth Games 1974 erneut Achte über 100 m Hürden und Vierte in der 4-mal-100-Meter-Staffel.
Über 100 m Hürden wurde sie 1970 sowie 1975 kanadische Meisterin und 1975 englische Meisterin. Ihre persönliche Bestzeit in dieser Disziplin von 13,60 s stellte sie am 15. Mai 1976 in Irvine auf.